# Halecium labrosum
Halecium labrosum is een hydroïdpoliep uit de familie Haleciidae. De poliep komt uit het geslacht Halecium. Halecium labrosum werd in 1859 voor het eerst wetenschappelijk beschreven door Alder. 